# Rogeria
Rogeria es un género de plantas de flores perteneciente a la familia Pedaliaceae. Comprende ocho especies.

## Especies seleccionadas
- Rogeria adenophylla
- Rogeria bigibbosa
- Rogeria brasiliensis